# جوائز إسطنبول لأفضل صورة
جوائز إسطنبول لأفضل صورة (بالإنجليزية: ISTANBUL PHOTO AWARDS)‏ هي مسابقة دولية للتصوير الإخباري تنظمها وكالة الأناضول سنويا، بمشاركة واسعة من قبل المؤسسات الإعلامية والمراسلين المستقلين في أكثر من 100 دولة، باعتبارها إحدى المسابقات العالمية في هذا المجال.
المسابقة تتناول الصور من خلال 4 فئات، هي «الصورة الخبرية»، و«الصورة الخبرية المتسلسلة»، و«الصورة الرياضية»، و«الصورة الرياضية المتسلسلة».
تهدف المسابقة إلى المساهمة في مجال التصوير الإخباري وتقدم منظورًا في قلب الثقافات المتنوعة. تكافئ الجوائز جهود المصورين الصحفيين الشجعان والموهوبين من جميع أنحاء العالم.